# In Suprema Petri Apostoli Sede
In Suprema Petri Apostoli Sede (latim: "Sobre o Supremo Trono do Apóstolo Pedro"), também intitulada Litterae ad Orientales ("Carta aos Orientais"), é um documento, considerado ora uma carta apostólica, ora uma encíclica, enviado  em 1848 pelo Papa Pio IX aos bispos e cléricos das Igrejas Ortodoxas, admoestando-os a entrarem em comunhão com a Igreja Católica Apostólica Romana. O documento foi respondido no mesmo ano por vários dos chefes da ortodoxia, os quais expuseram um vez mais as controvérsias teológicas entre as duas igrejas.